# Saint-Pierre-la-Roche
 Saint-Pierre-la-Roche  es una población y comuna francesa, ubicada en la región de Ródano-Alpes, departamento de Ardèche, en el distrito de Privas y cantón de Rochemaure.

## Demografía
| 104 | 76 | 60 | 51 | 54 | 46 |
| Para los censos de 1962 a 1999 la población legal corresponde a la población sin duplicidades (Fuente: INSEE [Consultar]) |    |    |    |    |    |